# Bom Povo Português
Bom Povo Português (Portugiesisch für: Gutes portugiesisches Volk) ist ein Dokumentarfilm des portugiesischen Regisseurs Rui Simões aus dem Jahr 1980.

## Inhalt
Der Film zeigt die gesellschaftlich-politische Entwicklung Portugals von der euphorischen, von sozialrevolutionären Utopien geprägten Nelkenrevolution am 25. April 1974 über die verschiedenen Phasen der Richtungssuche und der Lagerkämpfe bis zur Ernüchterung und dem endgültigen Übergang der Revolution in eine sozialdemokratische Demokratie westeuropäischen Zuschnitts.
Das Filmteam zeigt seine eigene Sicht der Dinge, anhand seiner eigenen Aufnahmen aus diesen Phasen, ergänzt um Archivaufnahmen und mit Zeitgenossen geführte Interviews. Das Team war während dieser Zeit gleichermaßen Zuschauer, Schauspieler und Mitwirkende der Revolution. Der Film verfolgt dabei keine genaue historisch-soziologische Dokumentation der Ereignisse, sondern möchte die Motivationen, Gefühle und Enttäuschungen der unterschiedlichen Phasen, der historischen Abschnitte und markantesten Episoden dokumentieren.

## Rezeption
Der Film zeigt Aufnahmen zwischen der Nelkenrevolution (25. April 1974) und 1980, dazu wurden Interviews mit Zeitzeugen geführt. Als Sprecher führt der bekannte Musiker José Mário Branco durch den Film. Rui Simões produzierte den Film für das Filmkollektiv Cooperativa Virver. Er wurde maßgeblich von der staatlichen portugiesischen Filmförderung Instituto Português de Cinema (heute Instituto do Cinema e do Audiovisual, ICA) finanziert, zudem unterstützte der damals noch staatliche, heute öffentlich-rechtliche Fernsehsender RTP die Produktion.
Bom Povo Português feierte am 14. September 1980 beim 9. Festival Internacional de Cinema da Figueira da Foz im Seebad Figueira da Foz Premiere. Er lief danach noch auf anderen Filmfestivals. Beim brasilianischen Filmfestival Mostra Internacional de Cinema de São Paulo gewann er sowohl den Publikums- als auch den Kritikerpreis.
In die Kinos kam er in Frankreich am 29. April 1981 und in Portugal am 18. November 1981.
Am 24. April 1999, dem Vorabend des 25. Jahrestags der Nelkenrevolution, lief der Film erstmals im portugiesischen Fernsehen.
Der Film wurde von Costa do Castelo Filmes zunächst als VHS-Kassette und 2006 als DVD veröffentlicht, später veröffentlichte Real Ficção den Film erneut als DVD.